# 8 × 68 mm S
La 8 x 68 S est actuellement[Quand ?] la cartouche 8mm la plus puissante disponible sur le marché[réf. nécessaire]. Elle est talonnée par la récente .325 WSM (Winchester short magnum), mais, pour un projectile de 180 grains (12 grammes), la .325 WSM est annoncée par Winchester à 930 m/s, alors que RWS, pour le même poids de projectile, annonce 950 m/s pour la 8x68S. Commercialisé à partir de la fin des années 1930 par R.W.S elle ne possède pas le même diamètre de collet que la célèbre 8x57 JS, celui-ci étant plus important malgré une taille de projectile identique afin de résister à des pressions plus élevées.

## Cotes CIP
- Longueur de la douille:   67,50 mm
- Diamètre du projectile:   8,22 mm
- Diamètre du collet:       9,14 mm
- Longueur de la cartouche: 87mm